# Reformatorische wijsbegeerte
De reformatorische wijsbegeerte (ook: wijsbegeerte der wetsidee en calvinistische wijsbegeerte) is een filosofische stroming die de Bijbel als een door God gegeven openbaring als gezaghebbend aanvaardt.
Een van de basisgedachten van de reformatorische wijsbegeerte is dat alle wetenschap, en dus ook de wijsbegeerte, rust op bepaalde 'voorwetenschappelijke' kennis of vooronderstellingen die in wezen een religieus karakter hebben. Het idee dat wetenschap waardevrij of neutraal zou kunnen zijn, wordt verworpen. 
Het woord 'reformatorisch' uit het begrip 'reformatorische wijsbegeerte' duidt oorspronkelijk op de traditie van de Reformatie waarin deze stroming is ontstaan, maar wordt tegenwoordig breder uitgelegd als 'hervorming van het denken'.

## Geschiedenis
De reformatorische wijsbegeerte heeft vooral vorm gekregen door het werk van de hoogleraren D. H. Th. Vollenhoven en H. Dooyeweerd, beiden vanaf 1926 hoogleraar aan de Vrije Universiteit. In zijn hoofdwerk, A New Critique of Theoretical Thought, legde Herman Dooyeweerd de basis van de reformatorische wijsbegeerte. 
Het onderzoek en onderwijs op het gebied van de reformatorische wijsbegeerte worden bevorderd door de Stichting voor Christelijke Filosofie, voorheen Stichting voor Reformatorische Wijsbegeerte. Verbonden aan de stichting is een vereniging van mensen die in de reformatorische wijsbegeerte zijn geïnteresseerd, de Vereniging voor Reformatorische Wijsbegeerte.
Opvallend is dat de reformatorische wijsbegeerte is uitgedacht in het klimaat van de Gereformeerde Kerken in Nederland en leerstellingen van Abraham Kuyper als basis neemt, terwijl tegenwoordig ook andere kerken binnen de gereformeerde gezindte zich inzetten voor de verdediging van de reformatorische wijsbegeerte.

## Wijsbegeerte in de calvinistische traditie
Staande in de calvinistisch-protestantse traditie en geïnspireerd door Guillaume Groen van Prinsterer en Abraham Kuyper hebben de grondleggers van de Reformatorische wijsbegeerte zich enerzijds gekeerd tegen de traditionele christelijke filosofie van scholastieke snit, zoals die in het Rooms-katholieke denken maar ook binnen de eigen protestantse traditie vaste voet had verworven, en anderzijds tegen de moderne niet-christelijke, humanistische filosofie. 
De scholastieke traditie werd gekritiseerd omdat zij een synthese van het autonomie-denken en het christelijk geloof had geaccepteerd in een filosofie die een scheiding maakte tussen een gebied van de natuur waarop de filosofie zich op eigen kracht richtte, en een gebied van de 'bovennatuur' dat de (christelijke) theologie voor zich reserveerde. 
Tegen het moderne humanisme keerde men zich op grond van het inzicht dat alle menselijke denken geworteld is in een voor-theoretische grondovertuiging van religieuze aard. 
De meest omvattende uitwerking van deze kritiek is door Herman Dooyeweerd gepubliceerd onder de titel A New Critique of Theoretical Thought (Amsterdam/Philadelphia, 1953-1956), IV delen. Dit werk is inmiddels herdrukt in de VS. 
Met deze benadering wordt afstand genomen zowel van de gedachte dat het filosofisch denken zich onafhankelijk van een diepste voortheoretische overtuiging kan ontwikkelen als van iedere poging waarin een synthese tussen het autonomie-denken en het christelijk geloof wordt nagestreefd.

## Inleidende publicaties
Inleidingen tot deze wijsgerige traditie zijn vervaardigd door o.a.: 
- J.M. Spier, Inleiding in de Wijsbegeerte der Wetsidee (Kampen: J.H. Kok, 1939)
- L. Kalsbeek, De wijsbegeerte der wetsidee. Proeve van een christelijke filosofie (Amsterdam: Buijten en Schipperheijn, 1970)
- R. van Woudenberg, Gelovend denken. Inleiding tot een christelijke filosofie (Amsterdam/Kampen: Buijten en Schipperheijn/Kok, 1992, tweede druk 2004)
- R. van Woudenberg, (red.), Kennis en werkelijkheid (Amsterdam/Kampen: Buijten en Schipperheijn/Kok, 1996)